# Prêmio Ernest Orlando Lawrence
- Este artigo foi inicialmente traduzido, total ou parcialmente, do artigo da Wikipédia em alemão cujo título é «Ernest-Orlando-Lawrence-Preis», especificamente desta versão.

O Prêmio Ernest Orlando Lawrence (em inglês:  Ernest Orlando Lawrence Award) foi instituido pelo Departamento de Energia dos Estados Unidos em 1959, em memória de Ernest Lawrence, inventor do cíclotron laureado com o Prémio Nobel, imediatamente após seu falecimento. É dotado com US$ 50.000 e foi concedido no início anualmente, e desde 1994 a cada dois anos em sete categorias: química, meio ambiente, biologia, ciência dos materiais, segurança nacional, ciência nuclear e física.

## Laureados
1960 |
1961 |
1962 |
1963 |
1964 |
1965 |
1966 |
1967 |
1968 |
1969 |
1970 |
1971 |
1972 |
1973 |
1974 |
1975 |
1976 |
1977 |
1980 |
1981 |
1982 |
1983 |
1984 |
1985 |
1986 |
1987 |
1988 |
1990 |
1991 |
1993 |
1994 |
1996 |
1998 |
2002 |
2004 |
2006 |
2009 |

### 1960 - 1970
1960 |
1961 |
1962 |
1963 |
1964 |
1965 |
1966 |
1967 |
1968 |
1969 |
1970 |
1960: 
- Hendrik Wade Bode
- Harvey Brooks
- John Stuart Foster
- Isadore Perlman
- Norman Ramsey
- Alvin Weinberg

1961: 
- Leo Brewer
- Henry Hurwitz
- Conrad Longmire
- Wolfgang Panofsky
- Kenneth E. Wilzbach

1962: 
- Andrew Benson
- Richard Feynman
- Herbert Goldstein
- Anthony Leonid Turkevich
- Herbert York

1963: 
- Herbert J. C. Kouts
- Leo James Rainwater
- Louis Rosen
- James M. Taub
- Cornelius A. Tobias

1964: 
- Jacob Bigeleisen
- Albert L. Latter
- Harvey M. Pratt
- Marshall Rosenbluth
- Theos J. Thompson

1965: 
- George Cowan
- Floyd M. Culler
- Milton C. Edlund
- Theodore Brewster Taylor
- Arthur C. Upton

1966: 
- Harold Agnew
- Ernest C. Anderson
- Murray Gell-Mann
- John R. Huizenga
- Paul R. Vanstrum

1967: 
- Mortimer Elkind
- John M. Googin
- Allen F. Henry
- John O. Rasmussen
- Robert N. Thorn

1968: 
- James Richard Arnold
- E. Richard Cohen
- Val Fitch
- Richard Latter
- John B. Storer

1969: 
- Geoffrey Chew
- Don T. Cromer
- Ely M. Gelbard
- F. Newton Hayes
- John Nuckolls

1970: 
- William J. Bair
- James W. Cobble
- Joseph M. Hendrie
- Michael M. May
- Andrew M. Sessler

### 1971 - 1980
1971 |
1972 |
1973 |
1974 |
1975 |
1976 |
1977 |
1980 |
1971: 
- Thomas Burrage Cooke
- Robert L. Fleischer
- Robert L. Hellens
- Paul Buford Price
- Robert Michael Walker

1972: 
- Charles C. Cremer
- Sidney Drell
- Marvin Goldman
- David A. Shirley
- Paul F. Zweifel

1973: 
- Louis Baker
- Seymour Sack
- Thomas E. Wainwright
- James Robert Weir
- Sheldon Wolff

1974: 
- Joseph Cerny
- Harold Furth
- Henry C. Honeck
- Charles A. McDonald
- Chester R. Richmond

1975: 
- Evan H. Appelman
- Charles E. Elderkin
- William A. Lokke
- Burton Richter
- Samuel Chao Chung Ting

1976: 
- A. Philip Bray
- James Watson Cronin
- Kaye D. Lathrop
- Adolphus L. Lotts
- Edwin D. McClanahan

1977: 
- James Bjorken
- John L. Emmett
- F. William Studier
- Gareth Thomas
- Dean A. Waters

1980: 
- Donald W. Barr
- B. Grant Logan
- Nicholas P. Samios
- Benno P. Schoenborn
- Charles D. Scott

### 1981 - 1990
1981 |
1982 |
1983 |
1984 |
1985 |
1986 |
1987 |
1988 |
1990 |
1981: 
- Martin Blume
- Yuan Tseh Lee
- Fred R. Mynatt
- Paul B. Selby
- Lowell L. Wood

1982: 
- George F. Chapline, Jr.
- Mitchell Feigenbaum
- Michael J. Lineberry
- Nicholas Turro
- Raymond E. Wildung

1983: 
- James F. Jackson
- Michael Edward Phelps
- Paul H. Rutherford
- Mark Stephen Wrighton
- George B. Zimmerman

1984: 
- Robert W. Conn
- John J. Dunn
- Peter Hagelstein
- Siegfried Hecker
- Robert Betts Laughlin
- Kenneth N. Raymond

1985: 
- Anthony P. Malinauskas
- William H. Miller
- David Nygren
- Gordon C. Osbourn
- Betsy Sutherland
- Thomas A. Weaver

1986: 
- James Duderstadt
- Helen Thom Edwards
- Joe W. Gray
- C. Bradley Moore
- Gustavus Simmons
- James L. Smith

1987: 
- James W. Gordon
- Miklos Gyulassy
- Kim Sung-Hou
- James L. Kinsey
- J. Robert Merriman
- David E. Moncton

1988: 
- Mary Gaillard
- Richard T. Lahey, Jr.
- Chain Tsuan Liu
- Gene H. McCall
- Alexander Pines
- Joseph S. Wall

1990: 
- John J. Dorning
- James R. Norris
- S. Thomas Picraux
- Wayne J. Shotts
- Maury Tigner
- F. Ward Whicker

### 1991 - 2011
1991 |
1993 |
1994 |
1996 |
1998 |
2002 |
2004 |
2006 |
2009 |
2011
1991: 
- Zachary Fisk
- Richard Fortner
- Rulon Linford
- Peter G. Schultz
- Richard Smalley
- J. Pace Vandevender

1993: 
- James G. Anderson
- Robert Bergman
- Alan R. Bishop
- Yoon I. Chang
- Robert K. Moyzis
- John W. Shanner
- Carl E. Wieman

1994: 
- John D. Boice, Jr.
- E. Michael Campbell
- Gregory J. Kubas
- Edward William Larsen
- John Lindl
- Gerard M. Ludtka
- George F. Smoot
- John E. Till

1996: 
- Charles Roger Alcock
- Mina Bissell
- Thom H. Dunning, Jr.
- Charles V. Jakowatz, Jr.
- Sunil K. Sinha
- Theofanis G. Theofanous
- Jorge Luis Valdes

1998: 
- Dan Gabriel Cacuci
- Joanna Fowler
- Laura H. Greene
- Steven Koonin
- Mark H. Thiemens
- Ahmed Zewail

2002: 
- C. Jeffrey Brinker
- Claire M. Fraser
- Bruce T. Goodwin
- Keith O. Hodgson
- Saul Perlmutter
- Benjamin D. Santer
- Paul J. Turinsky

2004: 
- Richard B. Elkind
- Nathaniel J. Fisch
- Bette Korber
- Claire Ellen Max
- Fred N. Mortensen
- Richard J. Saykally
- Ivan K. Schuller
- Gregory W. Swift

2006: 
- Paul Alivisatos e Moungi Bawendi,  Materialwissenschaften
- Malcolm J. Andrews, National Security
- Arup K. Chakraborty, Biologie
- My Hang V. Huynh, Chemie
- Marc Kamionkowski, Physik
- John Zachara, Umweltwissenschaft
- Steven Zinkle, Kerntechnik

2009: 
- Sunney Xie
- Joan F. Brennecke, University of Notre Dame
- Wim Leemans, Lawrence Berkeley National Laboratory
- Zhi-Xun Shen, SLAC National Accelerator National Laboratory and Stanford University
- Omar Hurricane, Lawrence Livermore National Laboratory
- William Dorland, University of Maryland

2011: 
- David E. Chavez, Los Alamos National Laboratory
- Thomas P. Guilderson, Lawrence Livermore National Laboratory
- Lois Curfman McInnes, Barry F. Smith, Argonne National Laboratory
- Paul C. Canfield, Ames Laboratory
- Amit Goyal, Oak Ridge National Laboratory
- Riccardo Betti, University of Rochester
- Bernard Matthew Poelker, Thomas Jefferson National Accelerator Facility
- Mark B. Chadwick, Los Alamos National Laboratory